# 무장 해제
"무장 해제"(Disarmament)는 한국에서 제작된 이두용 감독의 1975년 영화이다. 강대희 등이 주연으로 출연하였고 곽정환 등이 제작에 참여하였다.

## 출연

### 주연
- 강대희
- 최정민
- 배수천